# Juan Antonio Corretjer
Juan Antonio Corretjer (3 mars 1908 – 19 janvier 1985) est un poète, journaliste et homme politique et indépendantiste portoricain opposé à la domination des États-Unis d'Amérique à Porto Rico. qui fut secrétaire général du Parti nationaliste de Porto Rico.